# Ley de Transporte Urbano en Masa de 1964
La Ley de Transporte Urbano en Masa de 1964 en inglés Urban Mass Transportation Act of 1964 (Pub.L. 88-365, 49 U.S.C. ch.53) fue una ley que proveyó $375 millones para el uso en proyectos ferroviarios tanto públicos como privados para las ciudades y estados en los Estados Unidos. La Urban Mass Transportation Administration (ahora la Federal Transit Administration) fue creada. La ley proveyó capital de hasta el 50 % del coste de las mejoras de proyectos de tránsito.